# Sipo Bohale
Sipo Bohale (alicante, 21 de abril de 1988) é um futebolista profissional guineense que atua como defensor.

## Carreira
Sipo Bohale representou o elenco da Seleção Guinéu-Equatoriana de Futebol no Campeonato Africano das Nações de 2015.